# Mileena
Mileena là một nhân vật hư cấu trong sê-ri game bạo lực Mortal Kombat. Cô là một nữ sát thủ , là 1 bản sao của Kitana được Shang Tsung kết hợp ADN của Kitana với chủng tộc Tarkata .Xuất hiện lần đầu trong Mortal Kombat II in 1993. Trong cốt truyện gốc, Mileena là người thừa kế duy nhất gia tài của Shao Kahn cũng như lên ngôi thống trị giới Outworld. Mileena là coi là một biểu tượng sex của game, nhất là từ sau phần Mortal Kombat: Deception khi tạo hình của nhân vật này gợi cảm hơn.
Trong dòng thời gian thứ ba, do Liu Kang tạo ra và được mô tả trong Mortal Kombat 1 (2023), những sự thay đổi đáng kể đã được thực hiện đối với tính cách và xuất thân của Mileena. Thay vì là một bản sao, Mileena hiện tại là chị gái song sinh của Kitana và con gái của Sindel, đồng thời là người thừa kế ngai vàng Outworld. Tuy nhiên, cô ấy đã bị nhiễm vi rút Tarkatan — giống như Baraka và các nạn nhân khác — dẫn đến việc cô ấy lộ ra các đặc điểm trên khuôn mặt bị biến dạng của Tarkatan mà cô ấy phải che giấu bằng một tấm màn che.